# Burunqovaq
Burunqovaq (ryska: Бурунковак) är en ort i Azerbajdzjan.   Den ligger i distriktet Samux Rayonu, i den nordvästra delen av landet, 300 km väster om huvudstaden Baku. Burunqovaq ligger 92 meter över havet och antalet invånare är 379.
Terrängen runt Burunqovaq är kuperad österut, men västerut är den platt. Runt Burunqovaq är det ganska glesbefolkat, med 31 invånare per kvadratkilometer.. Närmaste större samhälle är Qırmızı Samux, 17,7 km söder om Burunqovaq.
Trakten runt Burunqovaq består till största delen av jordbruksmark.